# Asteromella bellunensis
Asteromella bellunensis är en svampart som först beskrevs av Martelli, och fick sitt nu gällande namn av Boerema & Dorenb. 1973. Asteromella bellunensis ingår i släktet Asteromella, klassen Dothideomycetes, divisionen sporsäcksvampar och riket svampar.   Inga underarter finns listade i Catalogue of Life.